# Vegetative Dystonie
Eine vegetative Dystonie oder vegetative Störung liegt vor, wenn die Erregungsleitung im vegetativen Nervensystem gestört ist. Bei diesem handelt es sich um das autonome, unwillkürliche Nervensystem, das Körperfunktionen wie Blutdruck, Puls, Atemfrequenz und Verdauung regelt. Unwillkürlich heißt, es kann durch den Willen eigentlich nicht beeinflusst werden (allenfalls mittelbar, beispielsweise durch Meditation oder autogenes Training).

## Symptome
Folgende Symptome können Ausdruck einer vegetativen Dystonie sein:
Nervosität, Unruhe, Reizbarkeit, Schlaflosigkeit, Schwindelgefühl, klimakterische Beschwerden, Kurzatmigkeit, flache Atmung, Kopfschmerzen, Verkrampfungen der Muskulatur (Wadenkrämpfe, Zehenkrämpfe, Muskelzittern, Muskelzucken), Herzbeschwerden (unregelmäßiger Schlag, Herzstolpern, Herzjagen, Herzschmerz, Beklemmungsgefühl in der Brust), Krämpfe in den Blutgefäßen (kalte Hände), Krämpfe im Magen, im Darm und in der Blase, Verstopfung, Leber-Galle-Beschwerden, starke Blähungen, Verlust der sexuellen Lust.
Häufig findet sich ein Ineinanderfließen von körperlichen Beschwerden und rein seelisch empfundenen Symptomen wie Angst, Unruhe, Unlust.

## Ursachen
Sympathikus und Parasympathikus, die beiden Partner im vegetativen Nervensystem, und ihre Steuerungszentren im Dienzephalon (Zwischenhirn) arbeiten nicht harmonisch zusammen.

## Vorkommen
Das Auftreten der vegetativen Dystonie wird begünstigt durch die zunehmende Verwischung der natürlichen, strukturgebenden Rhythmen: Tag – Nacht, Jahreszeiten, Arbeitszeit – Ruhezeit.

## Behandlung
Die Therapie vegetativer Störungen kann ätiologisch, symptomatisch oder organspezifisch ausgerichtet sein. Zu den Therapien, die auf die Ätiologie ausgerichtet sind, gehören bzw. gehörten neben der Behandlung organischer Erkrankungen etwa Fokalsanierung (zum Beispiel Zahnsanierung), Chiropraktik (in Einzelfällen, insbesondere bei wirbelsäulenbedingten vegetativen Schmerzzuständen), Desensibilisierung (bei Überempfindlichkeitsreaktionen), Lebensregelung (unter anderem bezüglich der Ernährung und der Freizeitgestaltung), Milieuwechsel, soziale Therapie, Psychotherapie (unter Beachtung von Kontraindikationen), autogenes Training (konzentrierte Selbstentspannung), Suggestivtherapie (als hypnotische Suggestion, Wachsuggestion oder unbewusste Suggestion), ärztliche Hypnotherapie, Narkotherapie (mittels „Halbnarkose“ durch injizierbare Barbiturate), psychagogische Beratung (bei Fehlhaltungen bei der Erlebnisverarbeitung), psychoanalytische Kurzbehandlung (geleitet von tiefenpsychologischen Gesichtspunkten) und Gruppenpsychotherapie (etwa Psychodrama und künstlerisches Gestalten in der Gruppe). Symptomatisch ausgerichtet sind Pharmakotherapie (mit strenger Indikationsstellung), Reiztherapie (zur Umstimmung der vegetativen Reaktionslage, zum Beispiel durch Heilfieber, Eigenblut, Diät, Heilfasten, Wärmetherapie oder mit heißer Rolle), physikalische Therapie (Kurzwellentherapie, Höhensonne, Lichttherapie, Bädertherapie, Klimatherapie), Segmenttherapie (Cantharidenpflaster, Saugpfröpfe, Senfwickel und andere Mittel zur Beeinflussung innerer Organe über die reflektorischen Zonen), Bindegewebsmassage (Massage reflektorischer Zonen) und Trainingsmethoden wie Sport, Gymnastik und Beschäftigungstherapie. Organspezifisch sind die medikamentöse Unterstützung geschädigter Organe sowie eine diätetische Behandlung.

## Herkunft des Begriffs
Der 1934 von Berthold Wichmann (* 1905) eingeführte Begriff „vegetative Dystonie“ leitet sich her aus dem Konzept der Organneurose. Im Jahr 1950 wurde von Franz Alexander (1891–1964) die Bezeichnung vegetative Neurose geprägt. „Vegetative Dystonie“ ist daher eine Bezeichnung, die Betroffene von der Stigmatisierung durch eine psychiatrische Diagnose befreien soll, siehe die Begriffsgeschichte Neurose. Es sei unzulässig, beim Fehlen organischer Befunde ursächlich auf eine psychische Störung zu schließen.

Psychophysische Korrelation

## Ältere Literatur
- Günter Clauser: Vegetative Störungen und klinische Psychotherapie. In: Ludwig Heilmeyer (Hrsg.): Lehrbuch der Inneren Medizin. Springer-Verlag, Berlin/Göttingen/Heidelberg 1955; 2. Auflage ebenda 1961, S. 1218–1297.